# Michel de Bouliers II
Michel  de Bouliers, mort le 11  février 1449, est un prélat français du XVe siècle. Il est de la maison le Bouliers de Cental en Piémont. Michel  appartient à la famille de Michel de Bouliers Ier  et de Louis de Bouliers  ,évêques de Riez.

## Biographie
Michel de Bouliers est nommé évêque de Riez en 1442. Il réunit deux fois par an synode diocésain. En 1447, l'évêque confère la vicairie perpétuelle d'Esparron.

## Source
- La France pontificale (Gallia Christiana), Paris, s.d.